# HD 40307 d
HD 40307 dは、がか座の方角に約42光年離れた場所にあるHD 40307の周囲を公転する太陽系外惑星である。ヨーロッパ南天天文台の高精度視線速度系外惑星探査装置（HARPS）を用いて、2008年6月に視線速度法で発見された。HD 40307の惑星の中では、最も重い。恒星は金属量が比較的低く、原始星の金属量が形成する惑星の種類を決定するという仮説を支持するものとして注目される。

## 発見
HD 40307 dは、惑星の公転の重力効果による恒星の視線速度の変化を検出するドップラー分光法によって発見された。視線速度はチリのラ・シヤ天文台に設置された高精度視線速度系外惑星探査装置（HARPS）で測定された。同様の方法で、より質量の小さいHD 40307 bとHD 40307 cが先に発見され、その後、HD 40307 e、HD 40307 f、HD 40307 gが発見された。HD 40307 dと先の2つの惑星の発見は、2008年6月にフランスのナントで行われた天文学会で公表された。

## 軌道と質量
HD 40307 dの下限質量は少なくとも9.5地球質量で、この惑星系では最も重い惑星である。この惑星系は全て同一平面上の軌道を公転していると推定される。恒星から約0.1321auの軌道を公転しており、その結果、HD 40307 dの1年は約20.45日である。軌道離心率は0に近く、完全な円軌道と区別するのに十分なデータが得られていない。
主星のHD 40307は、惑星を持つ恒星としては珍しく金属量が低い。このことが、誕生時の恒星の金属量が、原始星の降着円盤から木星型惑星か地球型惑星のどちらかが形成されるかどうかを決定するという仮説を支持している。

## 特徴
HD 40307 dはトランジットしないためこれまで撮影されたことはなく、半径、組成、表面温度等のより詳細な特徴は決定できない。
HD 40307 b、HD 40307 c、HD 40307 dの動的な観測により、少なくともbとcには強い潮汐作用があり、HD 40307 bは準海王星型とみられる。bから少なくともfまでの全ての惑星は、内側に移動してきたものである。これは、HD 40307 dも準海王星型であることを示唆する。
このような強い潮汐作用の下では、しばしば、恒星の近くを自転する惑星の大きな天然の衛星は破壊されてしまうため、HD 40307 dは衛星を持たないと考えられる。